# Уляскі (Маковський повіт)
Уляскі (пол. Ulaski) — село в Польщі, у гміні Червонка Маковського повіту Мазовецького воєводства.
Населення — 239 осіб (2011).
У 1975-1998 роках село належало до Остроленцького воєводства.

## Демографія
Демографічна структура станом на 31 березня 2011 року:
|          | Загалом | Допрацездатний вік | Працездатний вік | Постпрацездатний вік |
| -------- | ------- | ------------------ | ---------------- | -------------------- |
| Чоловіки | 125     | 36                 | 78               | 11                   |
| Жінки    | 114     | 22                 | 72               | 20                   |
| Разом    | 239     | 58                 | 150              | 31                   |